# Gare de Longuerue - Vieux-Manoir
La gare de Longuerue - Vieux-Manoir est une gare ferroviaire française de la ligne de Saint-Roch à Darnétal-Bifurcation, située sur le territoire de la commune de Vieux-Manoir, à proximité de celle de Longuerue, dans le département de la Seine-Maritime, en région Normandie.
C'est une halte voyageurs de la Société nationale des chemins de fer français (SNCF), desservie par des trains TER Normandie.

## Situation ferroviaire

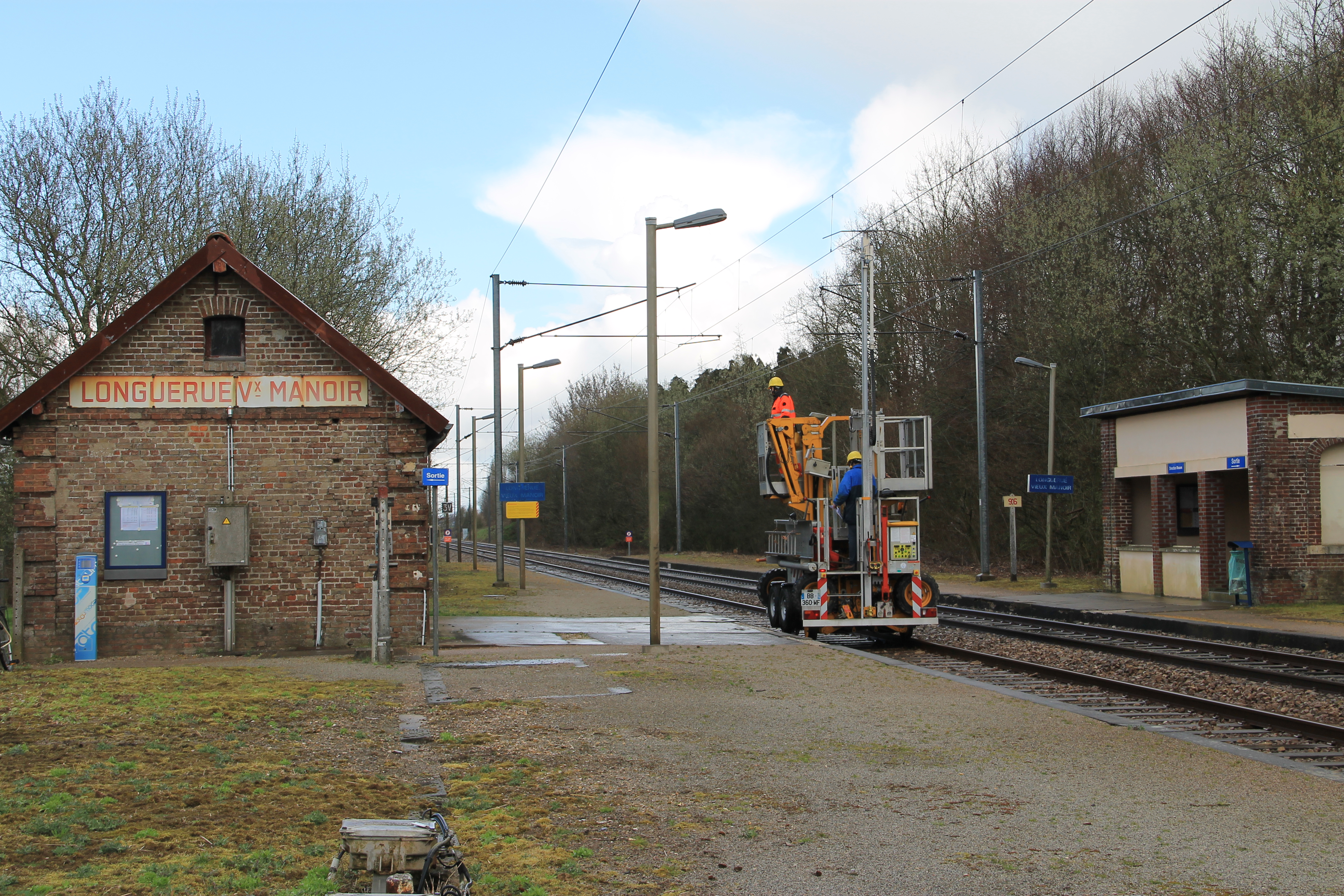
Travaux de réglage des caténaires en avril 2016 à Longuerue - Vieux-Manoir

Établie à 173 mètres d'altitude, la gare de Longuerue - Vieux-Manoir est située au point kilométrique (PK) 96,023 de la ligne de Saint-Roch à Darnétal-Bifurcation, entre les gares ouvertes de Morgny et de Montérolier - Buchy.

## Histoire
Alors que la ligne a été ouverte dès 1867 par la Compagnie du Nord, celle-ci n'a construit la gare de Longuerue-Vieux-Manoir qu'en 1874
En 2015, SNCF estime la fréquentation annuelle à 17 860 voyageurs.

## Service des voyageurs

### Accueil
Halte SNCF, c'est un point d'arrêt non géré (PANG) à accès libre. 
La traversée des voies n'est autorisée que par le passage à niveau attenant.

### Desserte
Longuerue - Vieux-Manoir est desservie par les trains TER Normandie (ligne Rouen-Amiens).
Depuis le 10 décembre 2023, elle est également desservie par les trains TER Hauts-de-France effectuant des missions entre Rouen-Rive-Droite et Lille-Flandres.

### Intermodalité
Le stationnement des véhicules est possible à proximité.

## Patrimoine ferroviaire
Un ancien bâtiment fermé au service des voyageurs.